# 斯托寧頓 (緬因州)
斯托寧頓（英語：Stonington）是一個位於美國緬因州漢考克縣的市鎮。

## 人口
根據2020年美國人口普查的數據，斯托寧頓的面積為98.01平方千米，當中陸地面積為25.41平方千米，而水域面積為72.60平方千米。當地共有人口1056人，而人口密度為每平方千米11人。